# Soulles
Cet article concerne la commune de Soulles. Pour la rivière Soulles, voir Soulles (rivière).
Soulles est une ancienne commune française du département de la Manche et de la région Normandie, peuplée de 468 habitants, commune déléguée au sein de Bourgvallées depuis le 1er janvier 2019.

## Géographie
La commune est dans le centre Manche, au sud-ouest du pays saint-lois. Son bourg est à 8,5 km à l'est de Cerisy-la-Salle, à 8,5 km au sud de Canisy, à 13 km au nord de Percy, à 13 km au nord-ouest de Tessy-sur-Vire et à 16 km au sud-ouest de Saint-Lô.
Soulles est traversée par le ruisseau Serre et par la Soulles, rivière dont elle porte le nom. Le tiers nord de son territoire est occupé par le bois de Soulles.
Le point culminant (100 / 181 m) se situe au nord, près du lieu-dit le Bois. Le point le plus bas (81 m) correspond à la sortie de la Soulles du territoire, à l'ouest. La commune est bocagère.
La commune se compose d'un bourg principal (Soulles avec église, château, cour) avec plusieurs écarts : la Soiverie, l'Hôtel Brohier, le Village Porée, Beauvais, la Maison Neuve, le Bois, la Briandière, la Hectière, l'Euderie, la Poterie, la Hullière, Baudreville, la Juberdière, la Brairie, la Saulnerie, le Village Houssin, la Maison Neuve, la Perelle, les Aulnays, le Bourg, la Lande, le Roquier, le Cosnet, la Ville Neuve, la Frémondière, la Porterie, le Mesnil Robert, la Tannerie, l'Infanterie, la Couterie, Bellais, la Vauterie, la Bissonnière, le Pican, le Binet, la Maisemare, la Fossarderie, l'Hôtel au Maître, la Ferandière, le Village Basnier, le Domaine, les Flories, la Colasière, les Foresteries, les Quatre Acres, la Postellière, le Domaine, le Besnard, la Chouquerie, la Douerie, la Colasière, le Pont Peint.
| Dangy                              | Saint-Martin-de-Bonfossé | Saint-Martin-de-Bonfossé, Le Mesnil-Herman |
| Notre-Dame-de-Cenilly              | Soulles                  | Moyon                                      |
| Notre-Dame-de-Cenilly, Le Guislain | La Haye-Bellefond        | Moyon                                      |

## Toponymie
Le toponyme est formé sur celui de l'hydronyme Soulles qui a une origine antérieure ; sous la forme latinisée Sola entre 989 et 996, villa que vocatur Sola entre 1056 et 1066, Sola en 1215. L'hydronyme reposerait sur un thème pré-latin sol évoquant l'eau, « cours d'eau, marécage ».
Le gentilé est Soullais.

### Microtoponymie
Le hameau Pican, d'origine anglo-saxonne Pikham (habitations sur une colline pointue).
Le hameau Beauvais, toponyme fréquent attesté dès le Xe – XIIe siècle (de Belvarium « bel aspect »).
Le hameau Baudreville, d'origine germanique : Balther-villa « le domaine de Balther ».
Le hameau Mesnil Robert, toponyme d'origine IXe – XIIe siècle, désignait « la ferme de Robert ».
Le tiers des lieux-dits de Soulles sont en Y-ère/-erie, ce sont des habitats relativement tardifs résultant de la forte croissance démographique normande du XIe – XIIIe siècle. Ils désignaient la ferme de la famille Y, fondée sur les nouvelles terres obtenues par les grands défrichements. Les essarts prennent le nom des défricheurs, suivi de la désinence -erie ou -ière. Le reste en (Hôtel / Hameau / Le / Clos / Pont / Maison)-Y sont des constructions encore plus récentes, ils désignaient un bien de la famille Y.

## Histoire

### Moyen Âge
Selon Wace, un seigneur de Soulles était en 1066 au côté de Guillaume le Conquérant à Hastings.
En 1204, le fief de Soules, ancienne dépendance du château de Saint-Lô et qui avait été donné, après la conquête normande de l'Angleterre au chapitre de Coutances puis échangé avec Philippe Auguste, fut saisis par celui-ci ; Ranulf de Soulles ayant pris le parti de Jean sans Terre. À noter qu'en 1238, Hugues de Morville en fit cession à Saint Louis ce qui démontrerait que les évêques de Coutances en avaient conservé une partie, et que sous le règne Henri II Plantagenêt, Guillaume de Soulle devait le service d'un chevalier à ce roi, et que trente ans plus tard, sous Philippe Auguste, dans le registre des fiefs de la Normandie, ce même seigneur devait le service d'un chevalier pour l'évêque de Coutances.
Au XIVe siècle, Robert de Percy, chevalier, est qualifié de seigneur de Soulles et de Percy. Sa fille, Agnès de Percy épousera en 1376 Jean du Saussey, seigneur de Servigny.

### Temps modernes
Sous l'Ancien Régime, la paroisse dépendait de la généralité de Caen, de l'élection de Coutances (1612, 1636 et 1677) puis de celle de Saint-Lô (en 1713), et de la sergenterie de Moyon.

### Époque contemporaine
Le 1er janvier 2019, Soulles fusionne avec Le Mesnil-Herman et Bourgvallées par arrêté du 14 décembre 2018. Soulles devient alors une commune déléguée de la commune nouvelle de Bourgvallées.

## Politique et administration
| Période | Période       | Identité                         | Étiquette | Qualité        |
| --- | ------------- | -------------------------------- | --------- | -------------- |
| 1800 | 1800          | André Beaufils                   |           |                |
| 1800 | 1808          | Louis Étienne Levilly            |           |                |
| 1808 | 1840          | Michel Marie Le Franc            |           |                |
| 1840 | 1843          | Gilles Le Canuet                 |           |                |
| 1843 | 1855          | Louis Le Mazurier                |           | Médecin        |
| 1855 | 1870          | Gilles Le Canuet                 |           |                |
| 1870 | 1877          | Alphonse Guilbert                |           |                |
| 1877 | 1878          | François Fossard                 |           |                |
| 1879 | 1900          | Alphonse Guilbert                |           |                |
| 1900 | 1906          | Leclerc                          |           |                |
| 1906 | 1940          | Bernard Quenault de La Groudière | FR        | Député         |
| 1940 | 1947          | René Lefranc                     |           |                |
| 1947 | 1959          | Bernard Quenault de La Groudière | FR        | Député         |
| 1959 | 1970          | Albert Viard                     |           |                |
| 1970 | 1971          | Samson Frémond                   |           |                |
| 1971 | 1989          | Didier de La Moissonnière        |           | Sylviculteur   |
| 1989 | 1995          | Yves Leheup                      | DVD       |                |
| 1995 | 2008          | Raymond Esnault                  |           |                |
| 2008 | avril 2014    | Benoît Lengronne                 | SE        | Réceptionniste |
| avril 2014 | décembre 2018 | Alain Lebouvier                  | SE        | Agriculteur    |
| Une partie des données est issue d'une liste établie par Jean Pouëssel, Marie-Françoise Savary et Guy De Gand. |               |                                  |           |                |

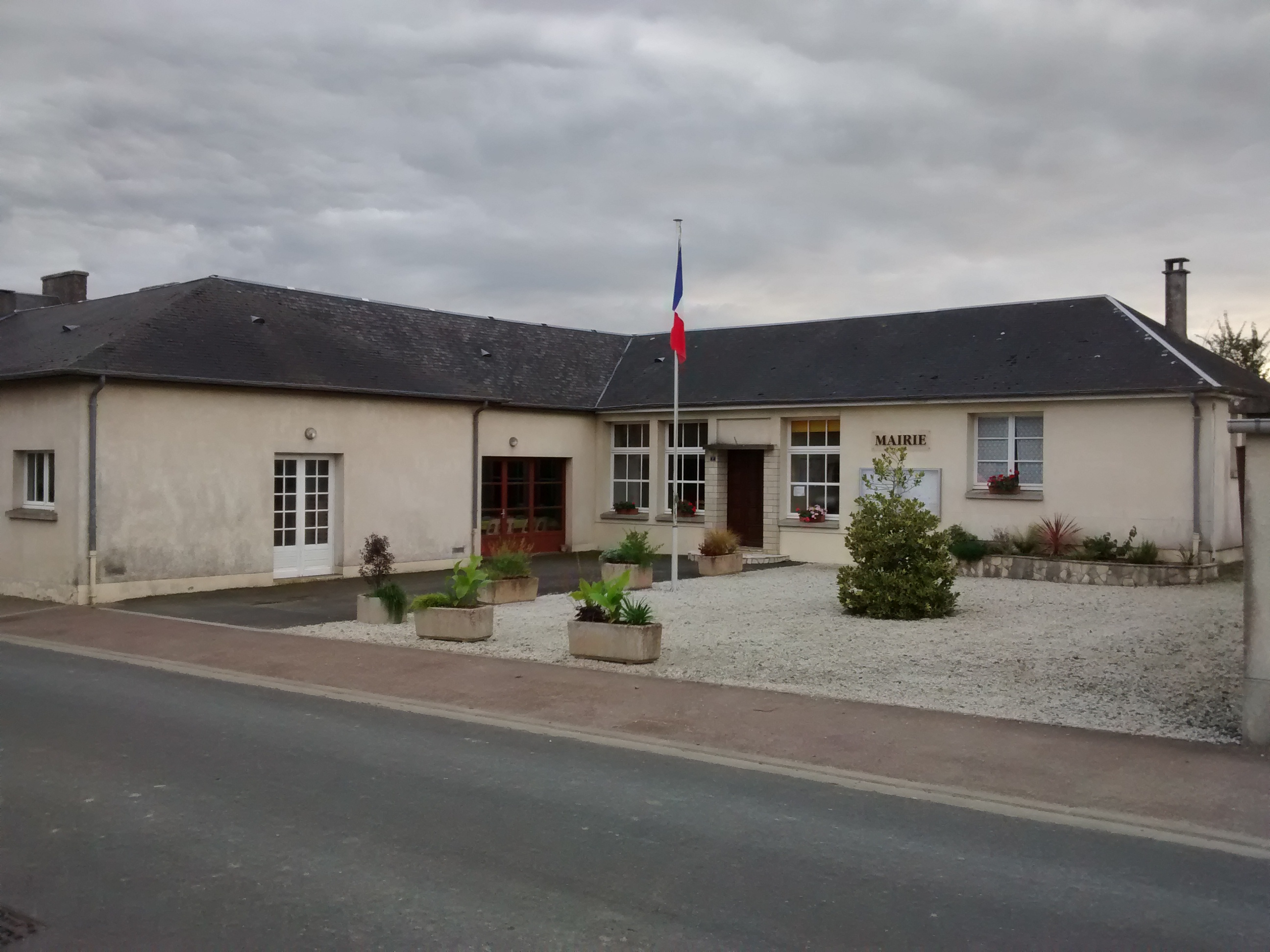
Mairie.

Le conseil municipal était composé de onze membres dont le maire et deux adjoints.
| Période                                  | Période  | Identité        | Étiquette | Qualité     |
| ---------------------------------------- | -------- | --------------- | --------- | ----------- |
| janvier 2019                             | En cours | Alain Lebouvier | SE        | Agriculteur |
| Les données manquantes sont à compléter. |          |                 |           |             |

## Démographie
En 2021, la commune comptait 468 habitants. Depuis 2004, les enquêtes de recensement dans les communes de moins de 10 000 habitants ont lieu tous les cinq ans (en 2006, 2011, 2016, etc. pour Soulles) et les chiffres de population municipale légale des autres années sont des estimations. 
Soulles a compté jusqu'à 1 144 habitants en 1841.
| 1793  | 1800  | 1806  | 1821  | 1831  | 1836  | 1841  | 1846  | 1851 |
| ----- | ----- | ----- | ----- | ----- | ----- | ----- | ----- | ---- |
| 1 005 | 1 110 | 1 111 | 1 055 | 1 132 | 1 129 | 1 144 | 1 038 | 990  |

| 1856  | 1861  | 1866  | 1872 | 1876 | 1881 | 1886 | 1891 | 1896 |
| ----- | ----- | ----- | ---- | ---- | ---- | ---- | ---- | ---- |
| 1 003 | 1 000 | 1 036 | 943  | 872  | 847  | 826  | 802  | 769  |

| 1901 | 1906 | 1911 | 1921 | 1926 | 1931 | 1936 | 1946 | 1954 |
| ---- | ---- | ---- | ---- | ---- | ---- | ---- | ---- | ---- |
| 744  | 708  | 694  | 663  | 667  | 641  | 643  | 664  | 629  |

| 1962 | 1968 | 1975 | 1982 | 1990 | 1999 | 2006 | 2011 | 2016 |
| ---- | ---- | ---- | ---- | ---- | ---- | ---- | ---- | ---- |
| 582  | 510  | 424  | 377  | 397  | 395  | 415  | 488  | 481  |

| 2019 | - | - | - | - | - | - | - | - |
| ---- | - | - | - | - | - | - | - | - |
| 487  | - | - | - | - | - | - | - | - |

## Lieux et monuments
- Église Saint-Martin des XVIIe – XXe siècles avec avant-porche en façade. L'édifice abrite une statue de saint Antoine ou saint Ortaire du XVe classée au titre objet aux monuments historiques[24], ainsi qu'une Vierge à l'Enfant du XVIIe, une sainte Marthe et la tarasque du XVe, une verrière du XXe de Maurice Rocher.

L'église fut restaurée en 1949 par l'architecte Georges Sénéchal.
- Croix de cimetière du XVIIe siècle et if funéraire.
- Calvaire daté de 1875.
- Croix de chemin du XVIIe siècle.
- Ferme-manoir de la Cour de Soulles du XVe siècle, ancienne possession des seigneurs de Soulles.
- Château de Soulles de style néo-Louis XIII (1869), avec étang, parc et bois. Il fut construit par la famille de Neuville.
- La chaire au diable en limite du bois de Soulles ainsi nommé car au XVIe siècle les protestants s'y réunissaient pour entendre leurs prêches[12].

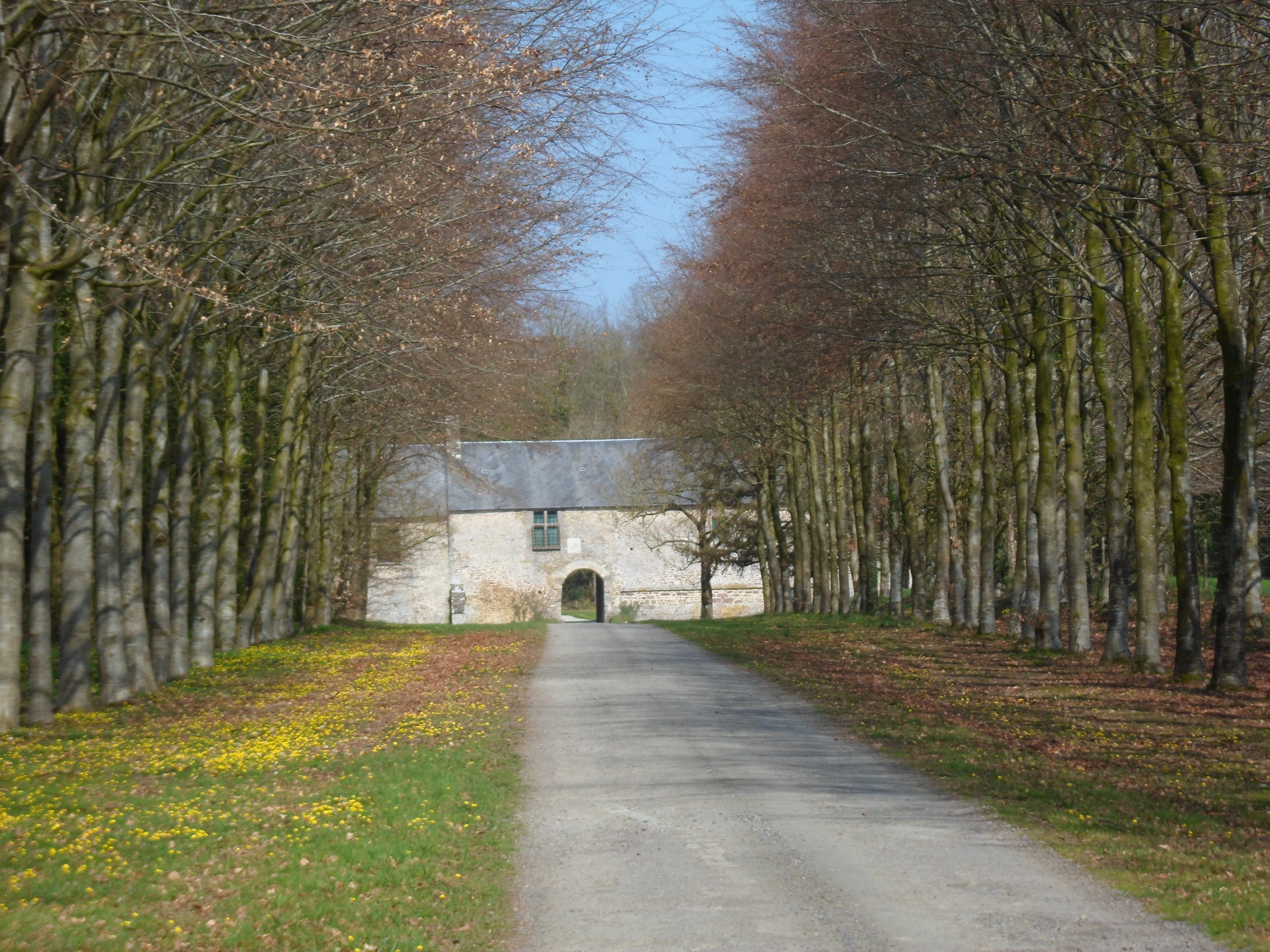
La Cour de Soulles.
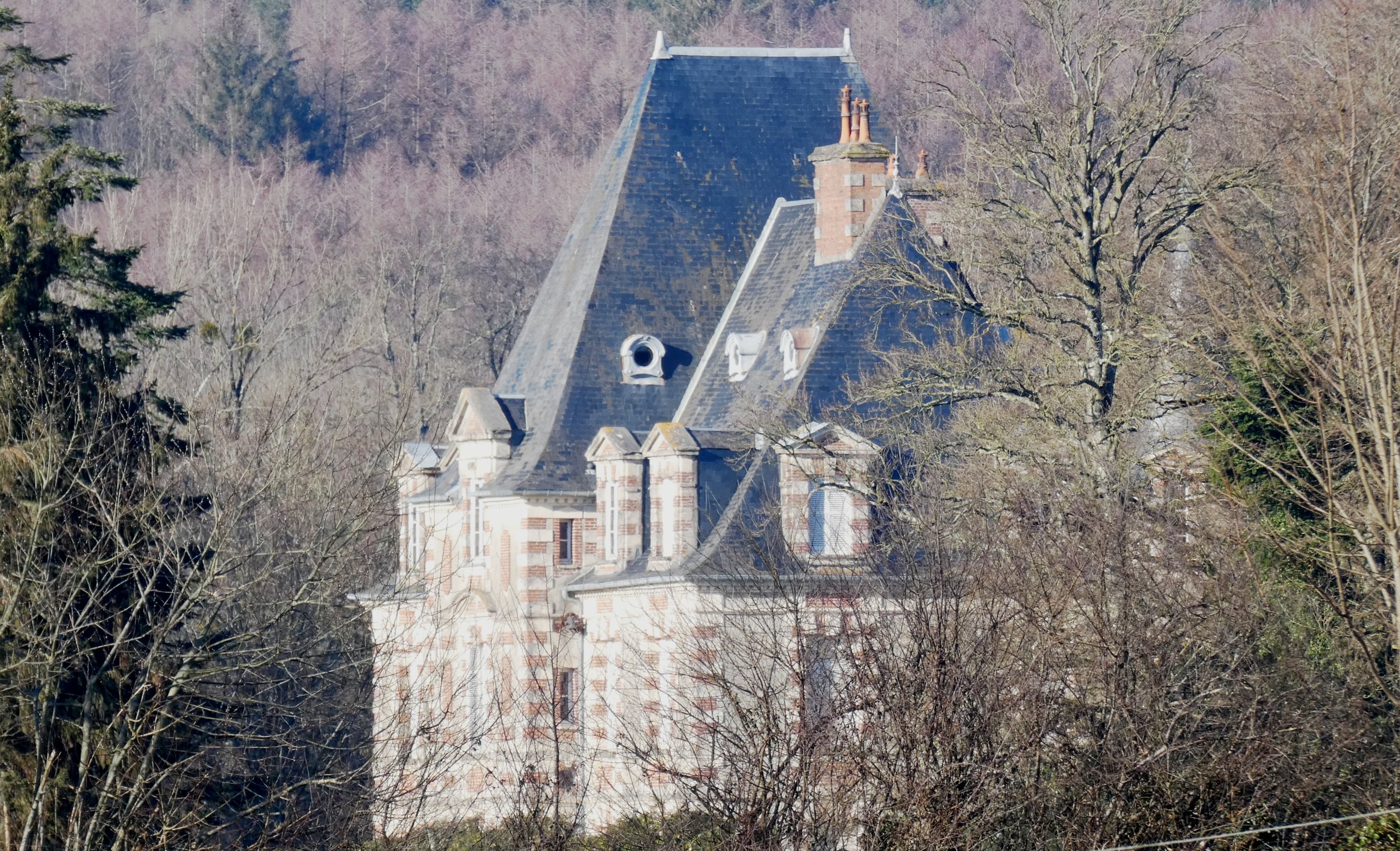
Le château.

## Personnalités liées à la commune
- Bernard Quenault de La Groudière (1878-1961), agriculteur et homme politique, conseiller général, député, maire de Soulles.
- Bertrand-Moulin (1944-2006), artiste peintre, eut un atelier à Soulles et y est inhumé.